# Xystrosoma catalonicum
Xystrosoma catalonicum är en mångfotingart som beskrevs av Ribaut 1927. Xystrosoma catalonicum ingår i släktet Xystrosoma och familjen Chamaesomatidae. Inga underarter finns listade i Catalogue of Life.